# Saxofón bajo

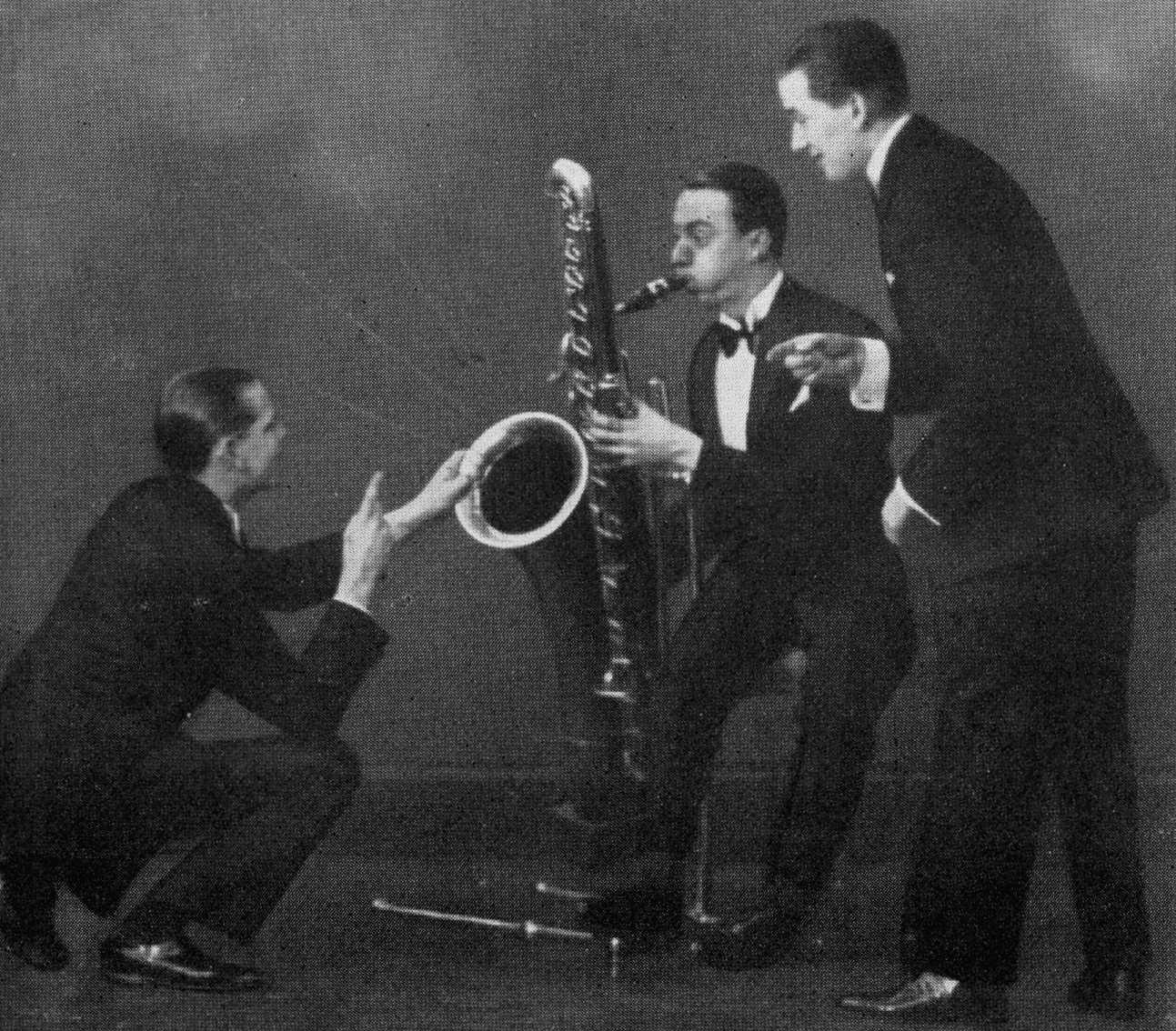
"We Three", un trío de jazz danés activo alrededor de 1927. Anker Skjoldborg (aquí sosteniendo un saxofón bajo)

El saxofón bajo es uno de los miembros más grandes de la familia de saxofones, más grande que el saxofón barítono y a su vez más grave. El saxofón bajo moderno es un instrumento en B ♭, una octava debajo del saxofón tenor. El saxofón bajo no es un instrumento de uso común, pero se escucha en algunas grabaciones de jazz de los años veinte; en el free jazz; en cuartetos de saxofón y en ensembles.
El instrumento se estableció por primera vez en 1844, tanto por Héctor Berlioz en un arreglo de su sagrado del Canto, como por en su ópera El último rey de Judá. En las décadas de 1950 y 1960 disfrutó de una breve moda en las orquestas para teatro musical: la partitura original de Leonard Bernstein para West Side Story incluye saxofón bajo, al igual que Music Man de Meredith Willson y The Boy Friend de Sandy Wilson. El compositor australiano Percy Grainger y el compositor estadounidense Warren Benson han defendido el uso del instrumento en su música para la banda de conciertos.
Aunque los saxofones bajos en C fueron hechos para uso orquestal, los instrumentos modernos están en B ♭. Esto lo coloca debajo del barítono y una octava más baja que el tenor. La música se describe en clave de sol, al igual que para los otros saxofones, con los tonos que suenan dos octavas y una segunda mayor más bajo que el escrito. Como con la mayoría de los otros miembros de la familia del saxofón, la nota escrita más baja es la B ♭ debajo del pentagrama, que suena como un concierto A ♭ en la primera octava (~ 51.9 Hz). El fabricante alemán de instrumentos de viento Benedikt Eppelsheim ha fabricado saxofones bajos a bajo A, similar a la extensión en el saxofón barítono. Esto suena como un concierto G en la primera octava (~ 49 Hz).
Hasta principios del siglo XXI, el miembro más grande de la familia del saxofón era el contrabajo raro, lanzado en Eb, una quinta perfecta más bajo que el bajo. El inventor Adolphe Sax tenía una patente para un saxofón subcontrabajo, pero aparentemente nunca construyó un instrumento que funcionara completamente. En 1999, Benedikt Eppelsheim introdujo el subcontrabass tubax, un saxofón modificado lanzado en B ♭ una octava debajo del saxofón bajo.